# Гончаров, Иван Александрович

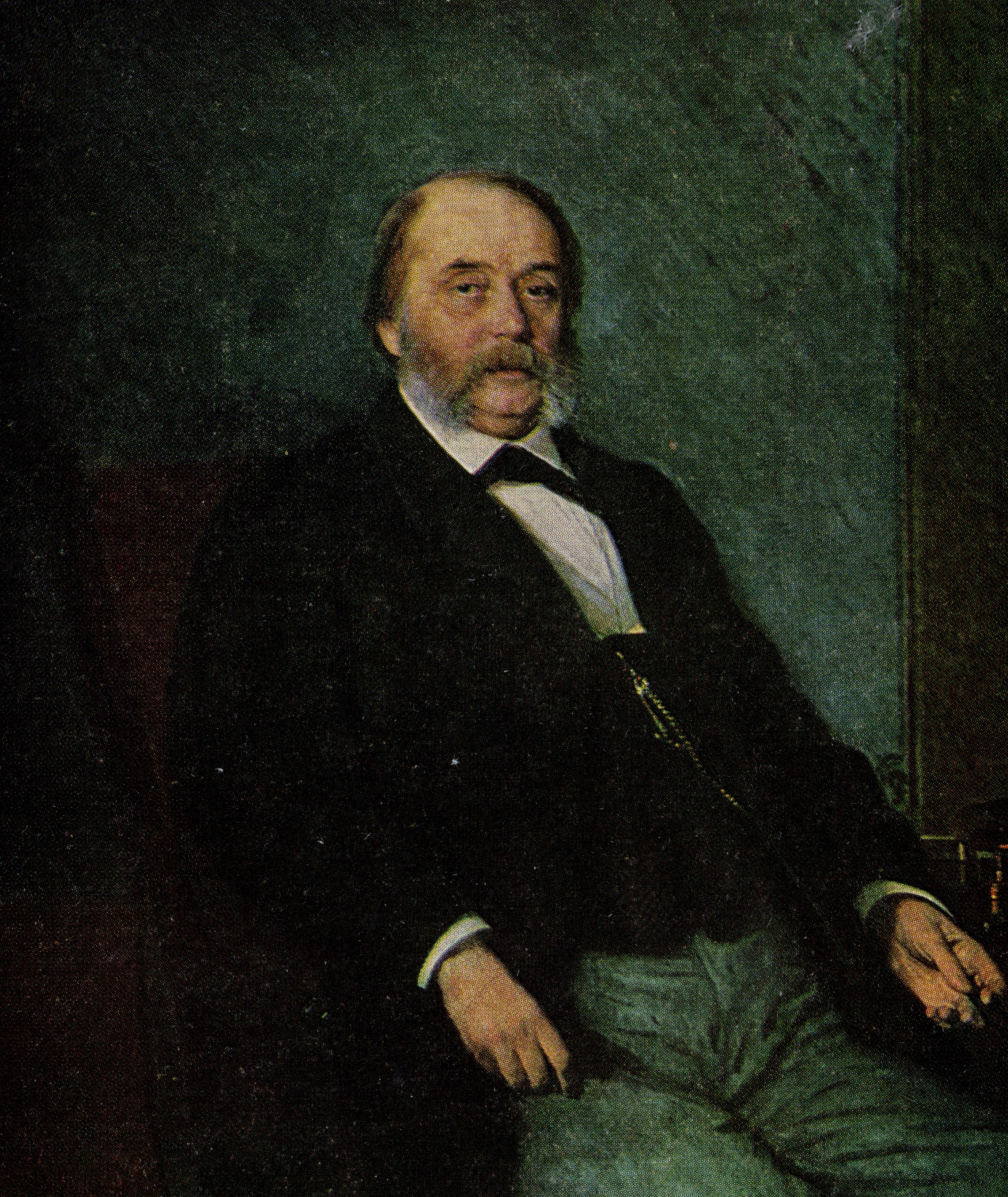
Цветной портрет И. А. Гончарова, работы И. Н. Крамского

Ива́н Алекса́ндрович Гончаро́в (6 (18) июня 1812, Симбирск — 15 (27) сентября 1891, Санкт-Петербург) — русский писатель и литературный критик. Член-корреспондент Петербургской академии наук по разряду русского языка и словесности (1860), действительный статский советник.

## Биография

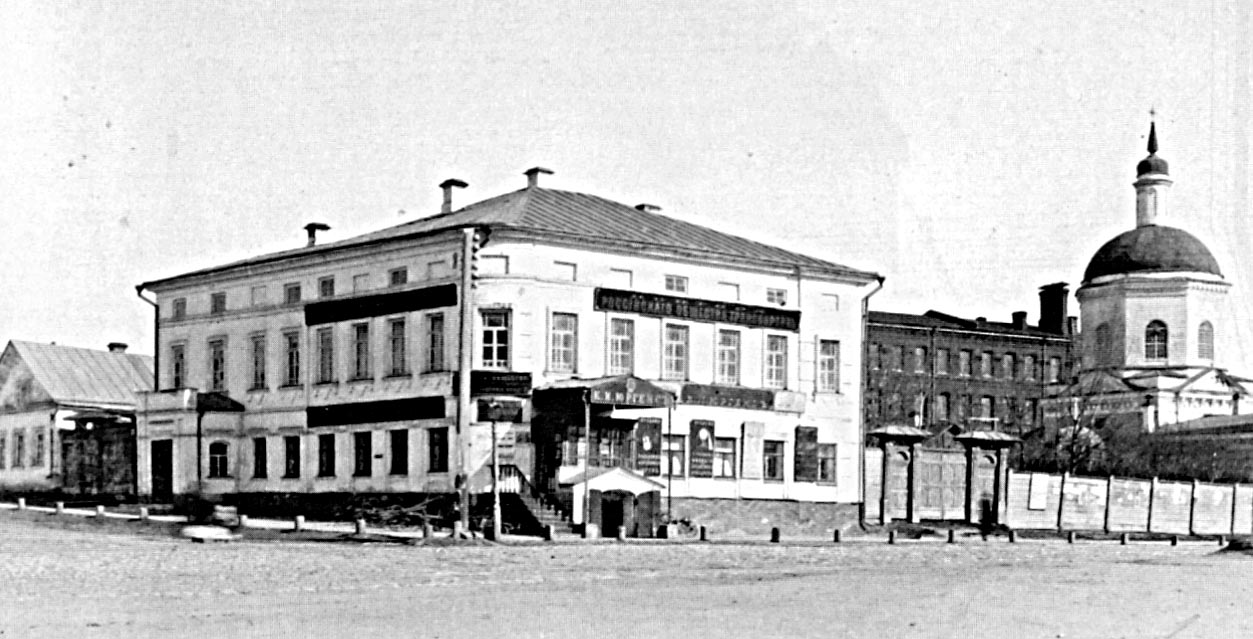
Дом Гончаровых. Симбирск, 1890

Родители Ивана, Александр Иванович (1754—1819) и Авдотья Матвеевна (в девичестве Шахторина; 1785—1851), принадлежали к купеческому сословию. Он был крещён 11 (23) июня в Спасо-Вознесенском соборе. В семье было шестеро детей, двое из которых — сёстры Елена (1806) и Мария (1810) умерли в младенчестве. Гончаров рос со старшим братом Николаем Александровичем (1808—1874), впоследствии преподавателем русского и церковно-славянского языка в Симбирске, и двумя младшими сёстрами — Александрой (по мужу Кирмалова, 1815—1896) и Анной (по мужу Музалевская, 1818—1898). Детство будущего писателя проходило в большом каменном доме Гончаровых с обширным двором и садом, расположенном в самом центре города. Вспоминая в преклонные годы детство и отчий дом, Гончаров писал в автобиографическом очерке «На родине»: «Амбары, погреба, ледники переполнены были запасами муки, разного пшена и всяческой провизии для продовольствия нашего и обширной дворни. Словом, целое имение, деревня». Многое из того, что Гончаров узнал и увидел в этой «деревне», явилось изначальным импульсом к познанию поместного, барского быта дореформенной России, так ярко и правдиво отразившегося в «Обыкновенной истории», «Обломове» и «Обрыве».
Когда Гончарову было всего семь лет, умер его отец. В последующей судьбе мальчика, в его духовном развитии важную роль сыграл его крёстный отец, отставной моряк Николай Николаевич Трегубов. Он отличался широтой взглядов и критически относился к некоторым явлениям современной жизни. «Добрый моряк» — так благодарно называл Гончаров своего воспитателя, фактически заменившего ему отца. Писатель вспоминал:

Мать наша, благодарная ему за трудную часть взятых на себя забот о нашем воспитании, взяла на себя все заботы о его житье-бытье, о хозяйстве. Его дворня, повара, кучера слились с нашей дворней, под её управлением — и мы жили одним общим двором. Вся материальная часть пала на долю матери, отличной, опытной, строгой хозяйки. Интеллектуальные заботы достались ему.

### Образование

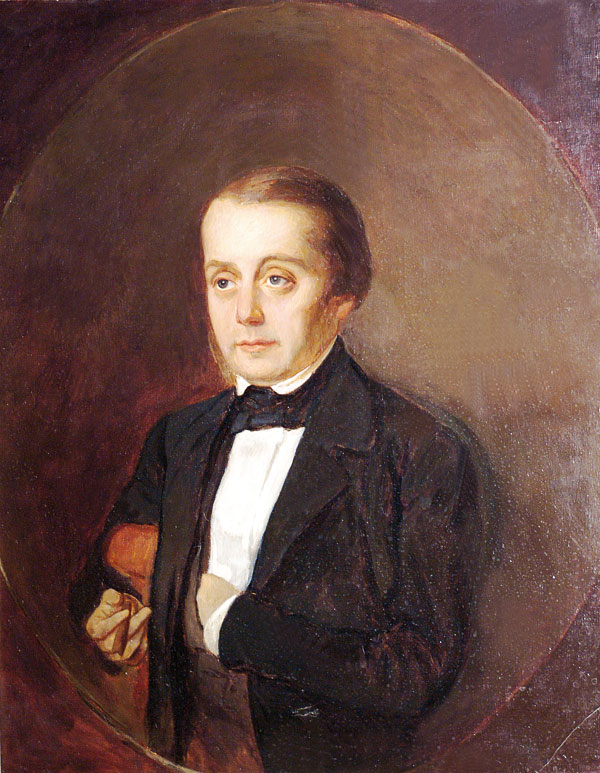
Портрет кисти К. А. Горбунова

Первоначальное образование Гончаров получил дома, под началом Трегубова, затем (1820—1822) — в частном заволжском пансионе священника Ф. С. Троицкого в селе Репьёвка. В десять лет был отправлен в Москву и определён в число полных пансионеров в коммерческое училище, где уже учился его старший брат Николай. В училище Гончаров провёл восемь лет (1822—1830). Хотя обучение было ему малоинтересно, его имя регулярно помещалось на «красной доске» училища. Духовное и нравственное развитие Гончарова шло, однако, своим чередом. Его истинным наставником явилась отечественная литература. Гончаров вспоминал:

Первым прямым учителем в развитии гуманитета, вообще в нравственной сфере был Карамзин, а в деле поэзии мне и моим сверстникам, 15—16-летним юношам, приходилось питаться Державиным, Дмитриевым, Озеровым, даже Херасковым, которого в школе выдавали за поэта.
Великим откровением для Гончарова и его товарищей явился Пушкин с его «Евгением Онегиным», выходившим в свет отдельными главами. Он рассказывает:

Боже мой! Какой свет, какая волшебная даль открылись вдруг, и какие правды, и поэзии, и вообще жизни, притом современной, понятной, — хлынули из этого источника, и с каким блеском, в каких звуках!
Это почти молитвенное благоговение перед именем Пушкина Гончаров сохранил на всю жизнь.
В сентябре 1830 года по прошению матери Гончаров был исключён из списка пансионеров училища без окончания полного курса. Тогда же он был уволен из купеческого звания, что давало право поступления в университет, а затем на службу. В августе 1831 года сдал вступительные экзамены и поступил на словесный факультет Московского университета.
Три года, проведённые в Московском университете, явились важной вехой в биографии Гончарова. Это была пора напряжённых раздумий — о жизни, о людях, о себе. Одновременно с Гончаровым в университете обучались Е. Е. Барышев, В. Г. Белинский, А. И. Герцен, Н. П. Огарёв, Н. В. Станкевич, М. Ю. Лермонтов, И. С. Тургенев, К. С. Аксаков и многие другие талантливые молодые люди, впоследствии оставившие след в истории русской литературы.
Гончаров слушал лекции университетских профессоров И. И. Давыдова, М. П. Погодина, С. М. Ивашковского, И. М. Снегирёва. Среди учёных, повлиявших на формирование его мировоззрения, он особо выделял М. Т. Каченовского (курс русской истории), С. П. Шевырёва (курс всеобщей истории) и Н. И. Надеждина (курс теории изящных искусств); чертами последнего Гончаров наделил «профессора эстетики» в своём первом романе «Обыкновенная история».

### Жизнь после университета

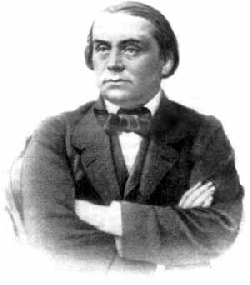
Гончаров в молодости

Окончив университет летом 1834 года, Гончаров почувствовал себя, по собственному признанию, «свободным гражданином», перед которым открыты все пути в жизни. Первым делом он решил навестить родные края, где его дожидались мать, сестры, Трегубов.
Ещё до окончания университета Гончаров решил не возвращаться на постоянное житьё в дремотный, скучный Симбирск. Его влекла перспектива напряжённой духовной жизни в столицах (Москва, Санкт-Петербург), общения с интересными людьми; была ещё одна, тайная мечта, связанная с его давним увлечением — сочинительством. Но симбирский губернатор А. М. Загряжский настойчиво просил Гончарова занять должность его секретаря. После раздумий и колебаний Гончаров принял это предложение. Дело оказалось скучным и неблагодарным, однако живые впечатления от механизма бюрократической системы впоследствии пригодились Гончарову-писателю. Спустя одиннадцать месяцев он уехал из Симбирска.
По приезде в Петербург в начале мая 1835 года Гончаров подал прошение об определении на службе в Департамент внешней торговли Министерства финансов, где ему предложили должность переводчика иностранной переписки. Служба оказалась не очень обременительной, в какой-то мере материально обеспечивала Гончарова и оставляла время для литературных занятий и чтения.
Летом того же 1835 года он сблизился с семьёй Майковых. В эту семью Гончаров был введён в качестве учителя двух старших сыновей главы семьи Николая Аполлоновича Майкова — Аполлона и Валериана, которым преподавал латинский язык и русскую словесность. Этот дом был интересным культурным очагом Петербурга. Почти ежедневно здесь собирались известные писатели, музыканты, живописцы. Позже Гончаров скажет:

Дом Майкова кипел жизнью, людьми, приносившими сюда неистощимое содержание из сферы мысли, науки, искусства.

### Начало творчества

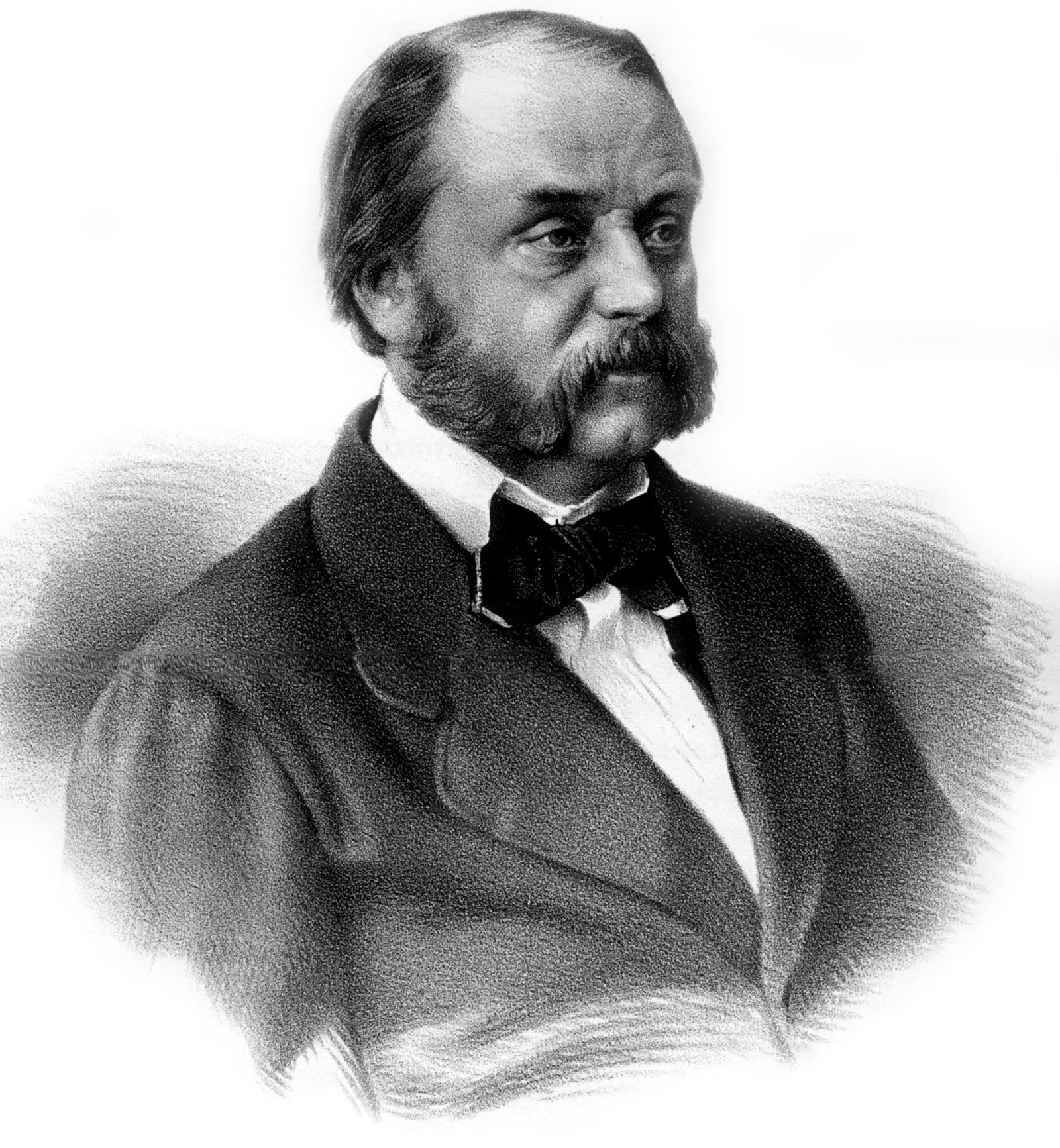
Гончаров

Постепенно начинается серьёзное творчество писателя. Оно формировалось под влиянием тех настроений, которые побуждали молодого автора всё более иронически относиться к царившему в доме Майковых романтическому культу искусства.
1840-е годы — начало расцвета творчества Гончарова. Это была важная пора как в развитии русской литературы, так и в жизни русского общества в целом. В конце марта 1846 года Гончаров знакомится с Белинским, часто бывает у него на Невском проспекте, в доме Литераторов, где читает первую часть романа «Обыкновенная история». Общение с великим критиком имело важное значение для духовного становления молодого писателя. Гончаров и сам засвидетельствовал в одном из писем, какую роль для него сыграл Белинский:

Только когда Белинский регулировал весь вчерашний хаос вкусов, эстетических и других понятий и проч., тогда и взгляд на этих героев пера (Лермонтова и Гоголя) стал определённее и строже. Явилась сознательная критика…
В «Заметках о личности Белинского» Гончаров с симпатией и благодарностью рассказал о своих встречах с критиком и о его роли как «публициста, эстетического критика и трибуна, провозвестника новых грядущих начал общественной жизни».
Весной 1847 года на страницах «Современника» публикуется «Обыкновенная история». В романе конфликт между «реализмом» и «романтизмом» предстаёт как существенная коллизия русской жизни. Озаглавив роман «Обыкновенная история», Гончаров подчеркнул типичность процессов, отразившихся в этом произведении.

### Путешествие на фрегате «Паллада»
России и США очень хотелось заполучить Японию в качестве рынка сбыта, и в 1853 году они почти одновременно отправили военно-морские эскадры, чтобы заставить японцев открыть страну для российских и американских торговых судов. Русской эскадрой командовал вице-адмирал Евфимий Васильевич Путятин, американской — коммодор Мэтью Перри. Русская экспедиция была снаряжена не только для установления политических и торговых отношений с Японией, но и для инспекции русских владений в Северной Америке — на Аляске. Обе экспедиции увенчались успехом — японцы подписали с Соединёнными Штатами (1854) и с Россией (1855) торговые договоры, но достигнуто это было разными средствами. Коммодор Перри запугал японцев, угрожая расстрелять из пушек их столицу — город Эдо (Токио). Адмирал Путятин 9 августа 1853 года прибыл в порт Нагасаки для проведения мирных переговоров, а в 1855 году закрепил налаженные отношения в договоре.
В сентябре 1852 года Гончаров был назначен секретарём адмирала Путятина. По Петербургу прошёл слух: «Принц де Лень отправляется в плавание».

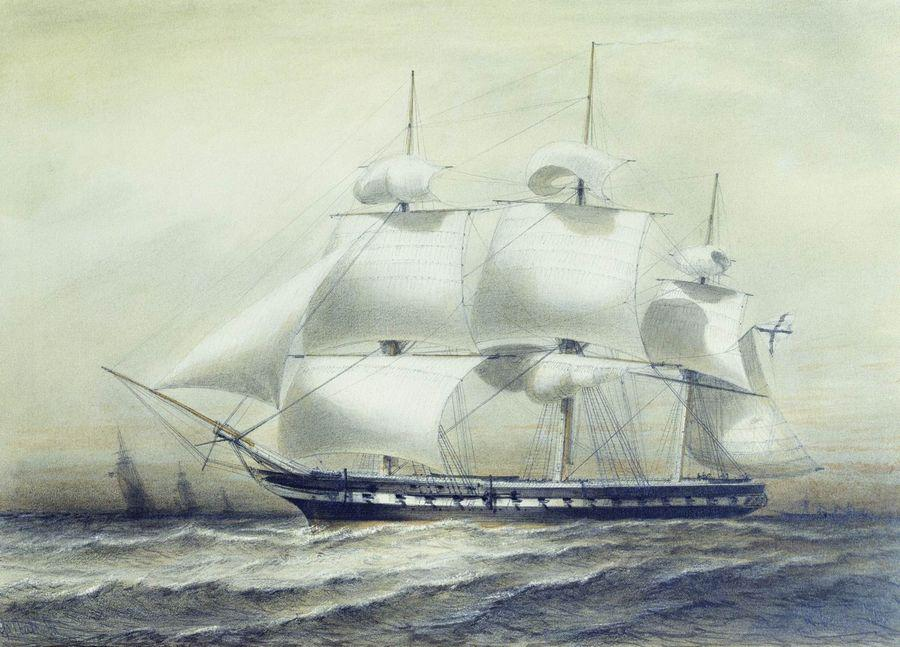
Фрегат «Паллада» 1847 года.
А. П. Боголюбов, 1847

С первых же дней путешествия Гончаров начал вести подробный путевой журнал, материалы которого позже легли в основу книги «Фрегат „Паллада“». Экспедиция продолжалась почти два с половиной года. Гончаров побывал в Англии, Южной Африке, Индонезии, Японии, Китае, на Филиппинах и на множестве небольших островов и архипелагов Атлантического, Индийского и Тихого океанов. Высадившись в середине августа 1854 года на берег Охотского моря, в Аяне, Гончаров проехал сухим путём через всю Россию и 25 февраля 1855 года вернулся в Петербург.
Уже в апрельской книжке «Отечественных записок» за 1855 год появился первый очерк о путешествии. Последующие фрагменты публиковались в «Морском сборнике» и различных журналах на протяжении трёх лет, а в 1858 году всё сочинение вышло отдельным изданием. Книга сразу же стала крупным литературным событием, поразив читателей богатством и разнообразием фактического материала и своими литературными достоинствами. Книга была воспринята как выход в большой и плохо знакомый русскому читателю мир, увиденный пытливым наблюдателем и описанный острым, талантливым пером. Для России XIX века такая книга была почти беспрецедентной.
Ю. М. Лотман в одной из последних своих статей, обращаясь к этому произведению, писал:

<…> Гончаров не просто объективно изображает пространство, пересекаемое фрегатом, совершающим кругосветное путешествие из Петербурга во Владивосток,— он декларирует, что интерес к разнообразию культур, открытость «чужому» есть реальная специфика русского сознания <…>
Специфика текста Гончарова заключается в том, что сквозь подвижность географических точек зрения просвечивает постоянство авторской позиции. Моряк-путешественник одновременно находится в «своем» мире корабля и в «чужом» мире географического пространства. Соответственно он постоянно меняет своё положение по отношению к внутреннему пространству корабля. Таким образом, пространство задано одновременно в двух противоположных аспектах. <…>
Основной смысл пространственной модели «Фрегата Паллады» — в низвержении романтической экзотики. Разрушение штампов в антитезе далекое/близкое, чужое/своё, экзотическое/бытовое создает образ общего совместного движения всех культурных пространств Земли от невежества к цивилизации. Отсюда экзотика часто оборачивается некультурностью, а цивилизация — жестоким бессердечием. Эти противопоставления, по мнению Гончарова, должны быть сняты единой моделью, в которой динамика и прогресс положительно противостоят статике. Антитеза романтического Востока и «лишенной поэзии» цивилизации, многократно повторяемая в литературе до Гончарова, заменяется противопоставлением застоя и развития.

### Служба цензором
После путешествия Гончаров вернулся в Департамент министерства финансов, но оставался там недолго. 19 февраля 1856 года он был определён на должность цензора Петербургского цензурного комитета. Должность была хлопотливая и трудная, но преимущество её перед прежней службой состояло в том, что она, по крайней мере, была непосредственно связана с литературой.
В 1865 году Гончаров стал членом Совета по делам печати, а в 1867 году вышел на пенсию в чине действительного статского советника. Гончаров подал в отставку, поскольку служба мешала литературным занятиям.

### Расцвет творчества

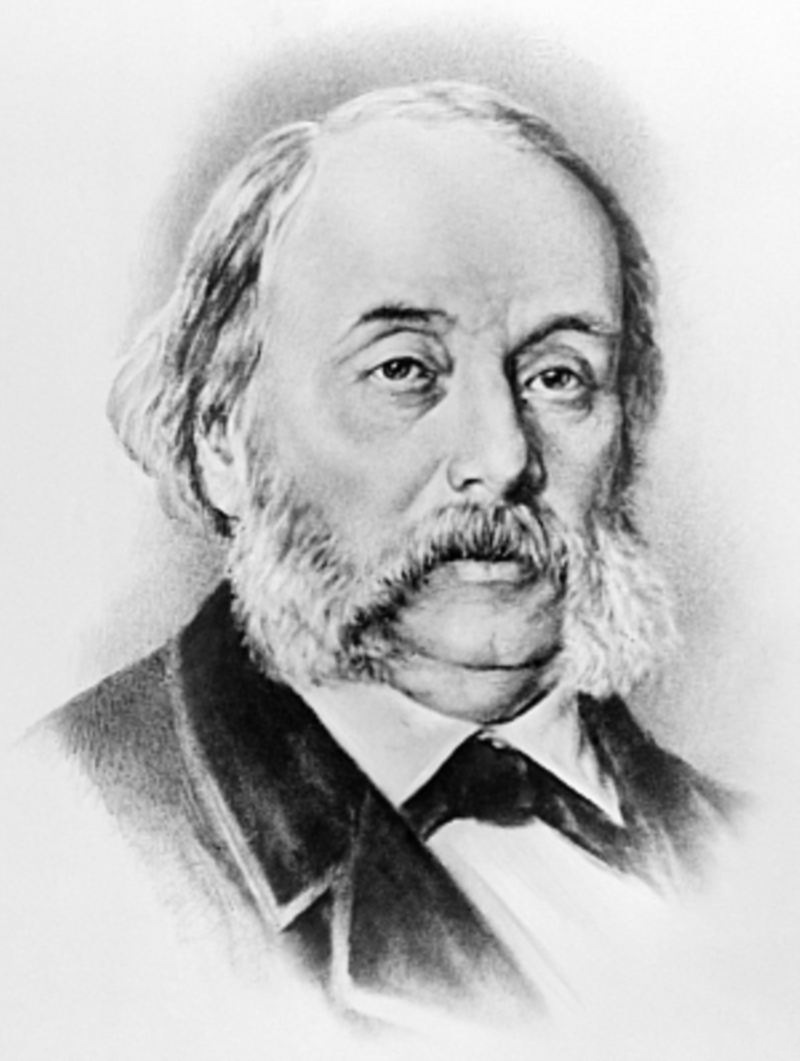
И. А. Гончаров

В 1859 году вышел в свет роман «прогресса». Через судьбу главного героя, чьё имя стало нарицательным, Гончаров показал социальное явление — «обломовщину». Многие увидели в образе Обломова ещё и философское осмысление русского национального характера, а также указание на возможность особого нравственного пути, противостоящего суете всепоглощающего «прогресса».
Выход в свет «Обломова» и громадный успех его у читателей принесли Гончарову славу одного из самых выдающихся русских писателей. Он начал работу над новым произведением — романом «Обрыв». Однако надо было ещё и как-то зарабатывать: покинув пост цензора, Гончаров жил «на вольных хлебах». В середине 1862 года его пригласили на должность редактора недавно учреждённой газеты «Северная почта», являвшейся органом министерства внутренних дел. Гончаров работал здесь около года, а затем был назначен на должность члена Совета по делам печати. Снова началась его цензорская деятельность, причём в новых политических условиях она приобрела явно консервативный характер. Гончаров причинил много неприятностей «Современнику» Некрасова и писаревскому «Русскому слову», он вёл открытую войну против «нигилизма», писал о «жалких и несамостоятельных доктринах материализма, социализма и коммунизма», то есть активно защищал правительственные устои. 

Так продолжалось до конца 1867 года, когда Гончаров по собственному прошению вышел в отставку, чтобы снова взяться за «Обрыв». К тому времени он исписал уже много бумаги, а конца романа всё ещё не видел. Надвигавшаяся старость всё более пугала писателя и отвращала его от работы. Гончаров однажды сказал об «Обрыве»: «это дитя моего сердца». Автор трудился над ним двадцать лет. Временами, особенно к концу работы, он впадал в апатию, и ему казалось, что не хватит сил завершить это монументальное произведение.

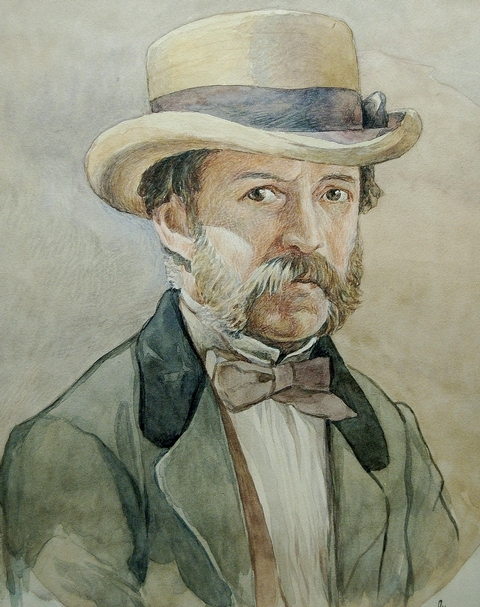
И. П. Раулов. Портрет И. А. Гончарова,1868

В 1868 году Гончаров писал Тургеневу:

Вы спрашиваете, пишу ли я: да нет; может быть, попробовал бы, если б не задался давно известной Вам, неудобоисполнимой задачей, которая, как жернов, висит у меня на шее и мешает поворотиться. Да и какое писанье теперь в мои лета.
В другом месте Гончаров заметил, что, закончив третью часть «Обрыва», «хотел оставить вовсе роман, не дописывая», однако ценой огромных усилий, превозмогая физические и нравственные недуги, он довёл роман до конца. «Обрыв» завершил, таким образом, трилогию.
Каждый из романов Гончарова отразил определённый этап исторического развития России. Для первого из них типичен Александр Адуев, для второго — Обломов, для третьего — Райский. Все эти образы явились составными элементами одной целостной картины угасающей эпохи крепостничества. «Большие романы Гончарова — это романы о русском идеалисте. Он всегда главный и, в сущности, единственный настоящий герой писателя».

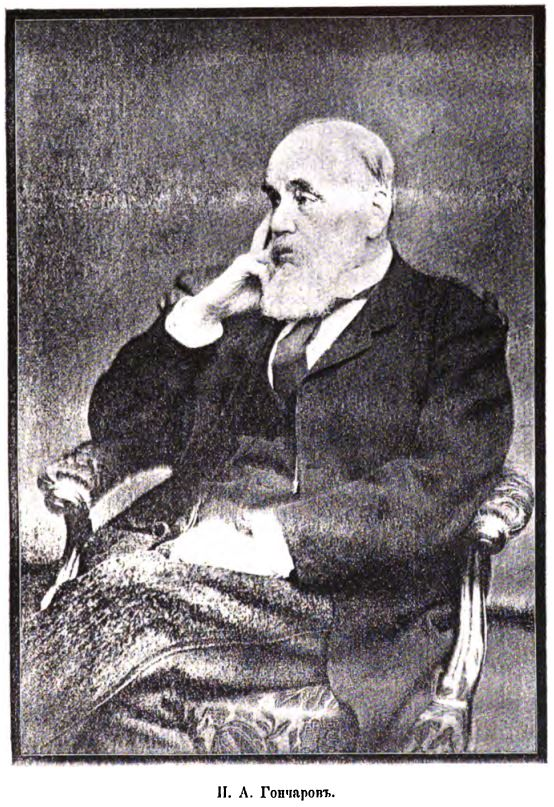

### Последние годы

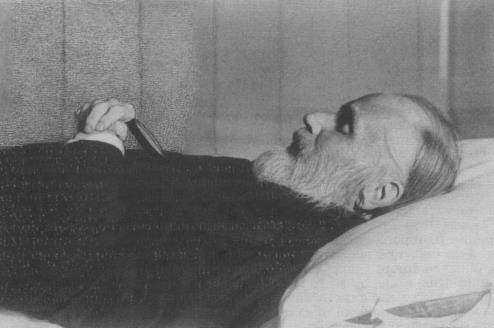
И. А. Гончаров на смертном одре. Петербург. 1891.

«Обрыв» стал последним крупным художественным произведением Гончарова. Жизнь писателя после завершения работы над романом сложилась очень трудно. Больной, одинокий, Гончаров был подвержен частым приступам депрессии. Одно время он мечтал даже взяться за новый роман, «если старость не помешает», как писал он П. В. Анненкову, но так к нему и не приступил. Он всегда писал медленно, натужно, не раз жаловался, что не может быстро откликаться на события современной жизни: они должны основательно отстояться во времени и в его сознании. Все три романа Гончарова были посвящены изображению дореформенной России, которую он хорошо знал и понимал. Процессы, произошедшие в последующие годы, по собственным признаниям писателя, он понимал хуже, и уже не хватало ни физических, ни нравственных сил погрузиться в их изучение.
Гончаров продолжал жить в атмосфере литературных интересов, интенсивно переписываясь с одними писателями, лично общаясь с другими, не оставляя и творческой деятельности. Он пишет несколько очерков: «Литературный вечер» (1877), «Слуги старого века» (1887), «Поездка по Волге» (1873—1874), «По Восточной Сибири» (1891), «Май месяц в Петербурге» (1891). Некоторые из них были опубликованы посмертно. Следует отметить и ряд замечательных выступлений Гончарова в области критики: этюды «Мильон терзаний» (1872), «Заметки о личности Белинского» (1874), «Лучше поздно, чем никогда» (1879) давно и прочно вошли в историю русской критики в качестве классических образцов литературно-эстетической мысли.

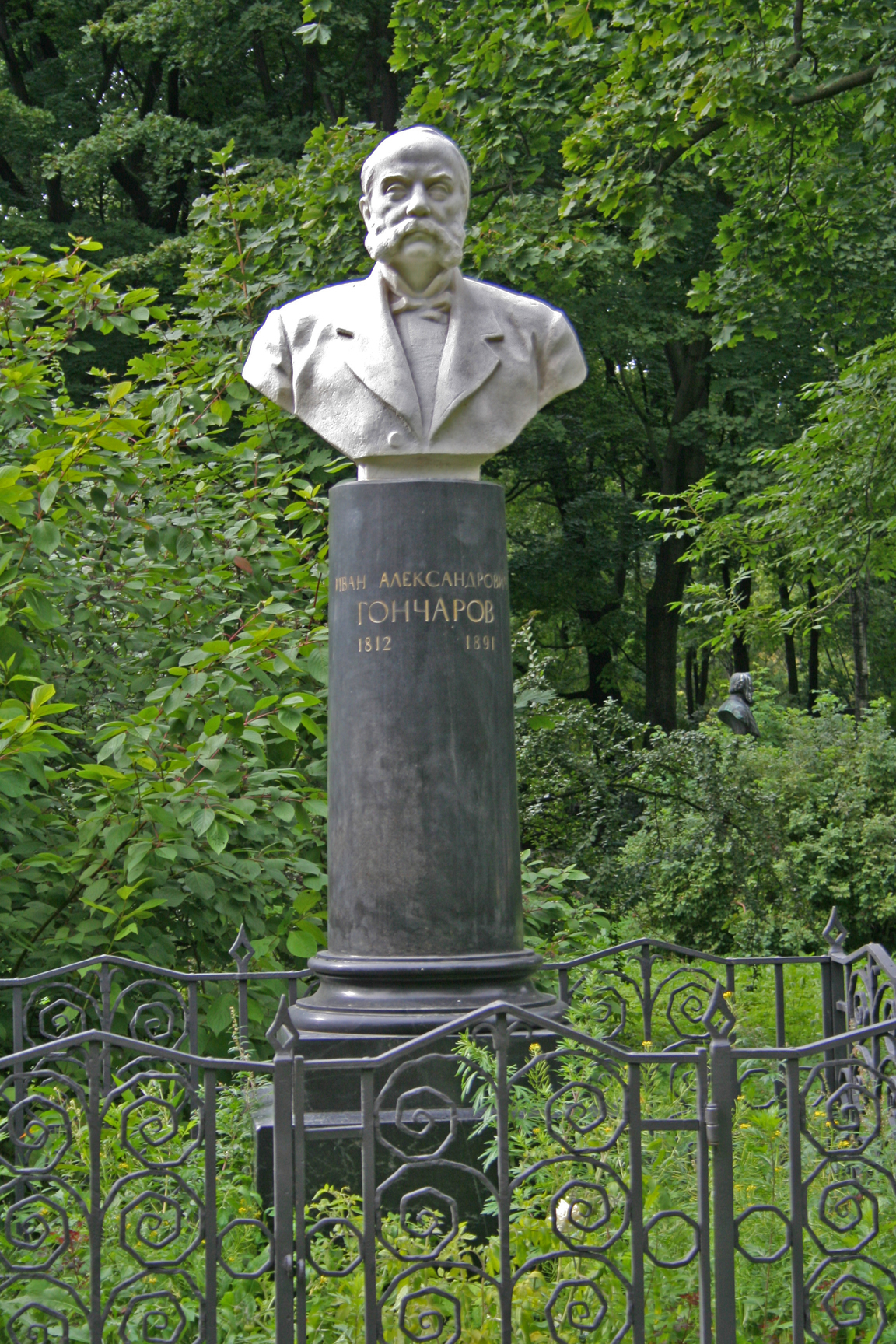
Надгробный памятник над могилой Ивана Гончарова на Литераторских мостках в Санкт-Петербурге.

Гончаров оставался в полном одиночестве. 27 августа 1891 года он заболел воспалением лёгких. Болезнь развивалась стремительно, и 15 сентября в 12-м часу дня Гончаров умер от на восьмидесятом году жизни. Был похоронен в Александро-Невской лавре на Никольском кладбище; в 1956 году прах писателя перезахоронен на Литераторских мостках. В некрологе, опубликованном на страницах «Вестника Европы», отмечалось: «Подобно Тургеневу, Герцену, Островскому, Салтыкову, Гончаров всегда будет занимать одно из самых видных мест в нашей литературе».

## Память
Памятники:

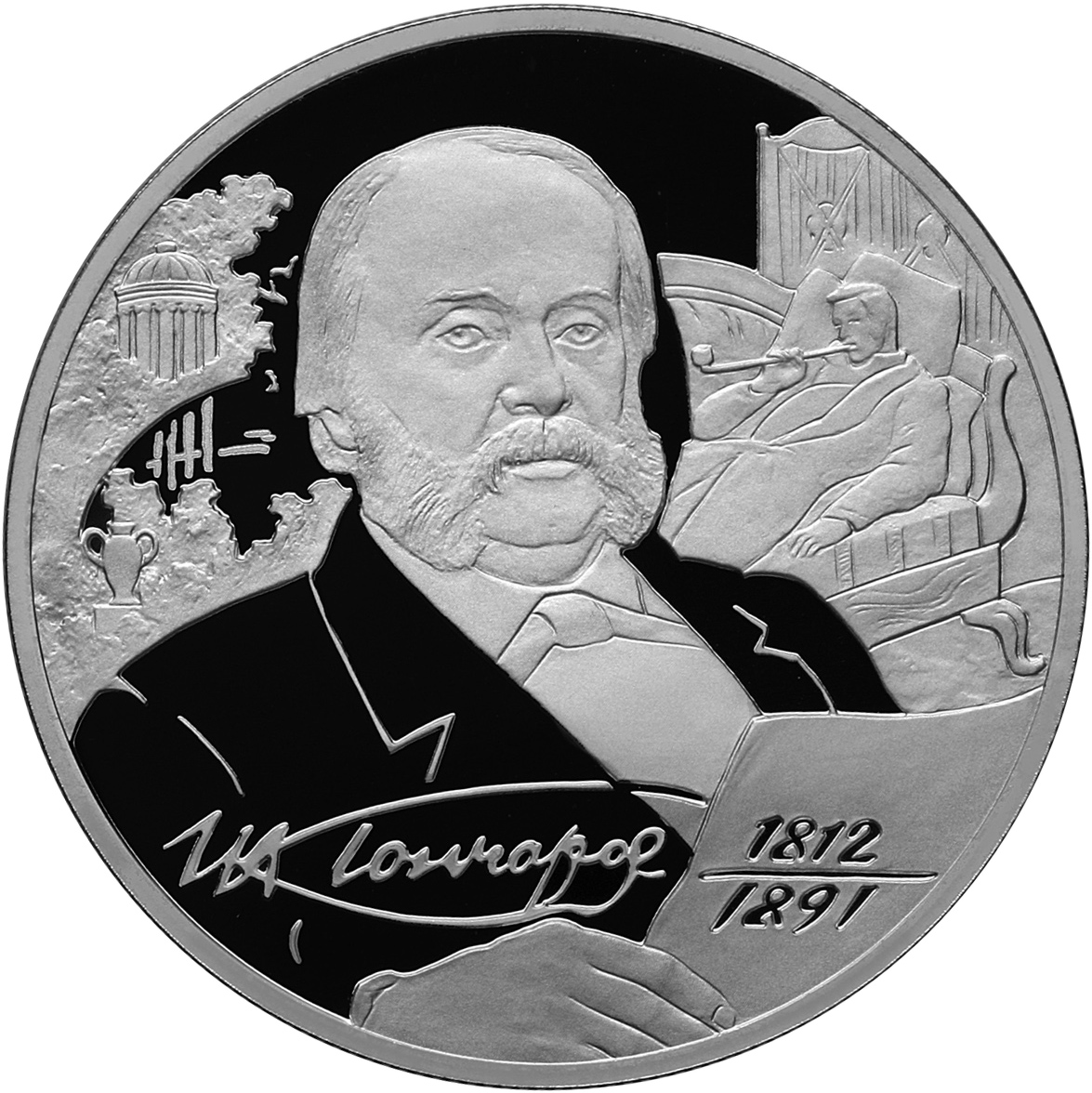
Памятная монета Банка России, посвящённая 200-летию со дня рождения И. А. Гончарова. 2 рубля, серебро, 2012 год

Памятник в Ульяновске

- Памятники И. А. Гончарову (Ульяновск-Симбирск)[21]
- Дом-памятник Гончарову в Ульяновске.
- Дом Гончарова в Ульяновске.
- Бюст И. А. Гончарова в Ульяновске.
- Памятник И. А. Гончарову в Ульяновске.
- Мемориальная доска Гончарову в Ульяновске.
- В Димитровграде (Мелекесс) памятник «Писатель И. А. Гончаров», (скульптор: И. Л. Замедянский). В 1986 году памятник находился в музее писателя в Ульяновске; в 2003 году — установлен в Димитровграде[22].
- Мемориальная доска в городе Марианске-Лазне (Чехия), информирующая о том, что в этом городе русский писатель завершил свой роман «Обломов»[23].
- Улицы, носящие имя И. Гончарова в городах России: Артём, Ульяновск, Димитровград, Брянск, Иркутск, Калининград, Магнитогорск, Москва, Майкоп, Новороссийск, Пенза, Саранск, Уфа, Тула, Чебоксары, Симферополь, Советская Гавань, Йошкар-Ола, Бугульма. В Ульяновске именем Гончарова названа центральная улица города, открыт Центр-Музей И. А. Гончарова[24], мемориальная беседка. В Екатеринбурге именем И. А. Гончарова названа маленькая улочка, впоследствии перекрытая многоуровневой парковкой ТЦ Карнавал. В Артеме на улице Гончарова расположен один частный дом на две квартиры, выходит на улицу Ульяновскую, через два квартала.
- Улицы в городах Украины: Винница, Днепр, Запорожье, Мариуполь, Николаев, Хмельницкий.
- Улицы в Латвии: Юрмала.
- Улицы в Казахстане: Алма-Ата.
- Ульяновский областной краеведческий музей имени И. А. Гончарова.
- Ульяновский областной драматический театр имени И. А. Гончарова.
- Сквер имени Гончарова (Ульяновск).
- Историко-литературный музей писателя (Ульяновск).
- В октябре 2001 года постановлением Ульяновской городской думы Центральной городской библиотеке Ульяновска было присвоено имя И. А. Гончарова.
- Литературная премия имени И. А. Гончарова[25].
- Ежегодные Гончаровские праздники (Ульяновск), которые проводятся с 1979 года, в 1990 году стали Всероссийскими[26].
- 2 июля 2012 года Банк России выпустил в обращение посвящённую 200-летию со дня рождения писателя памятную монету номиналом 2 рубля с изображением И. А. Гончарова в серии: «Выдающиеся личности России». Монета изготовлена из серебра 925-й пробы тиражом в 5000 экземпляров и весом 17 граммов[27].
- Самолёт «Аэрофлота» Airbus A321-211, бортовой № RA-73713 носит имя «И. Гончаров»[28].

Филателия:
- Почтовая карточка начала 1900-х гг. Развалины беседки, где И. А. Гончаров писал роман «Обрыв». (снесена в 1930-х гг.)
- 17.05.1962 г. Министерством связи СССР издан ХМК — К 150-летию И. А. Гончарова, со СГ (худ. А. Калашников)[29].
- В 1962 году Почта СССР выпустила марку № 2696, посвящённую 150-летию И. А. Гончарова[30].
- В 1985 году ХМК СССР. Ульяновск. Памятник И. А. Гончарову.
- В 1987 г. Министерством связи СССР издан ХМК — 175 лет со дня рождения. Оригинальная почтовая марка номиналом 5 копеек с маркированного почтового конверта СССР.
- Марка России 2012 г. к 200-летию со дня рождения писателя И. А. Гончарова (1812—1891). Худ. И. Н. Крамской. Портрет писателя Гончарова, 1874 г.

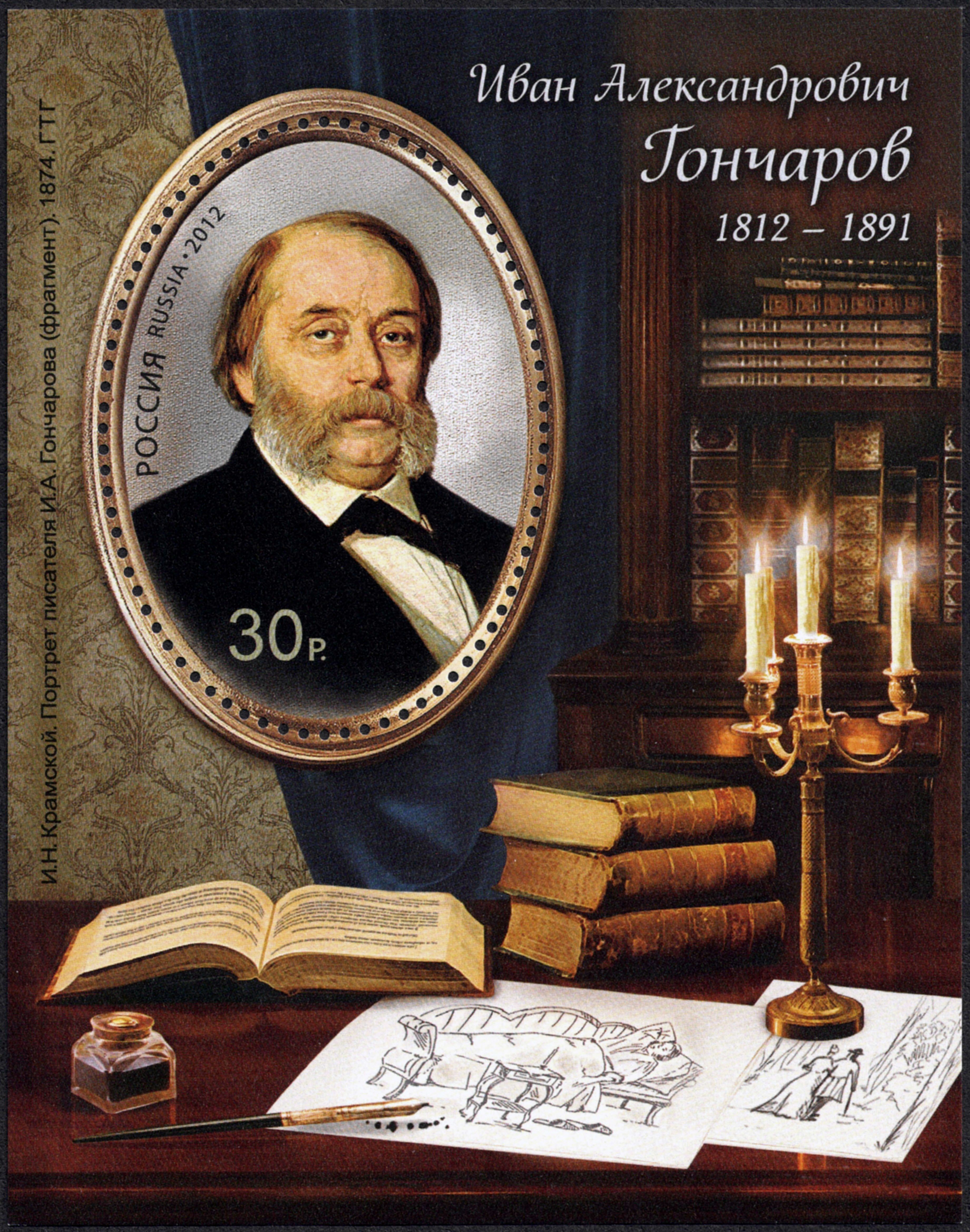
Марка России 2012 г. № 1594, к 200-летию со дня рождения писателя Гончарова (1812—1891).
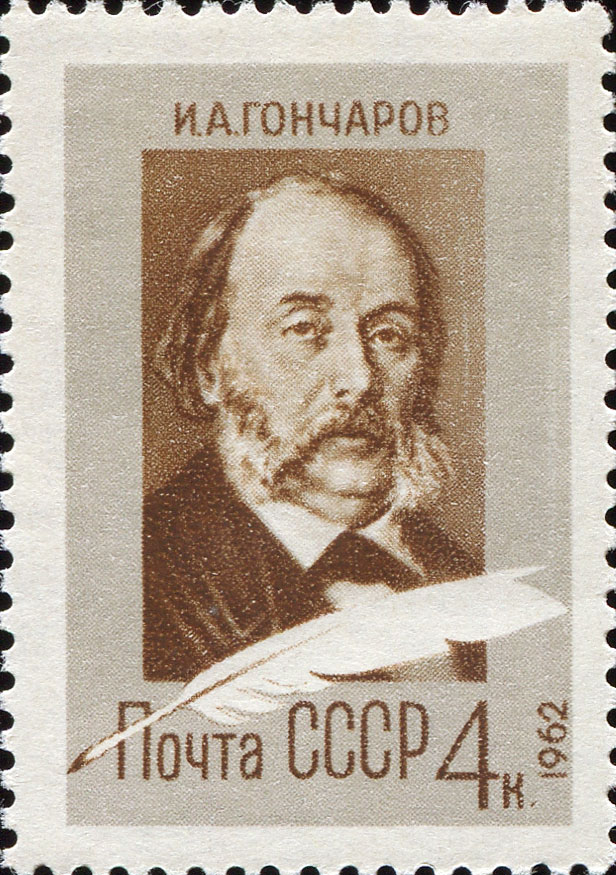
Марка СССР, 1962 г. 150 лет со дня рождения И.А. Гончарова.
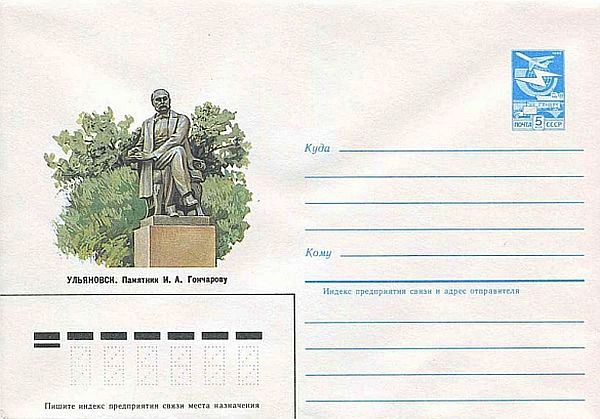
ХМК СССР, 1985 г. Ульяновск. Памятник И. А. Гончарову.
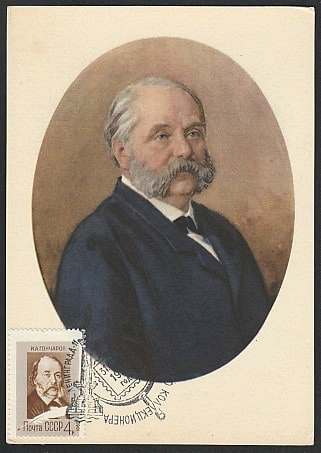
Картмаксимум, 1965 г. Портрет русского писателя и литературного критика И. А. Гончарова.
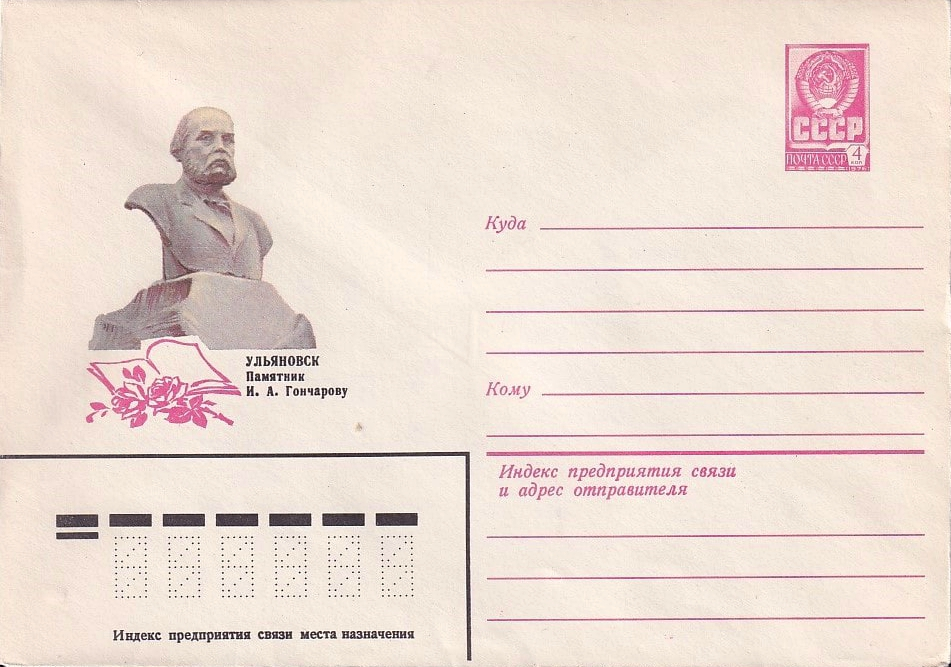
ХМК СССР, 1982 г. Ульяновск. Бюст И. А. Гончарова
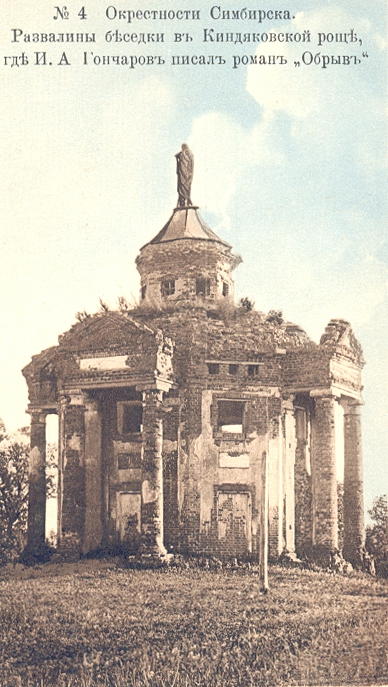
Почтовая карточка начала 1900-х гг. Развалины беседки, где И. А. Гончаров писал роман «Обрыв». (снесена в 1930-х гг.)
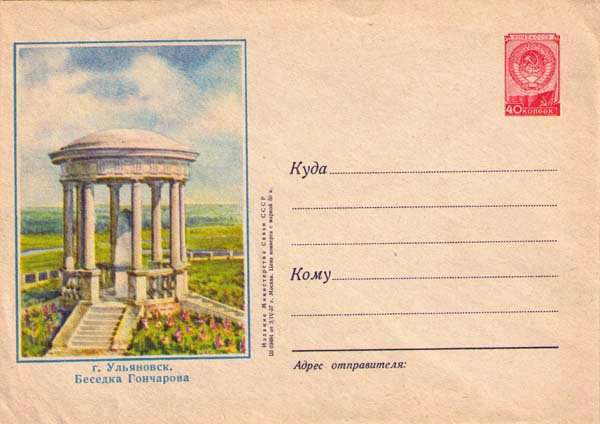
ХМК СССР, 1957. Беседка Гончарова.
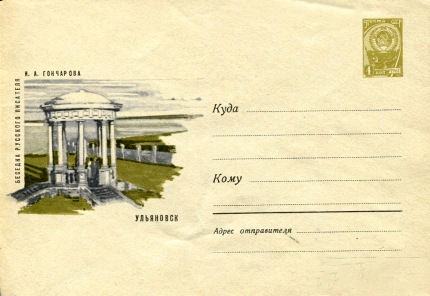
ХМК СССР, 1965. Беседка Гончарова.
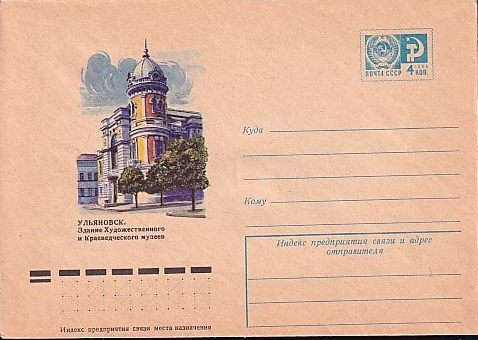
ХМК СССР, 1975 г. Ульяновск. Дом-памятник Гончарову.
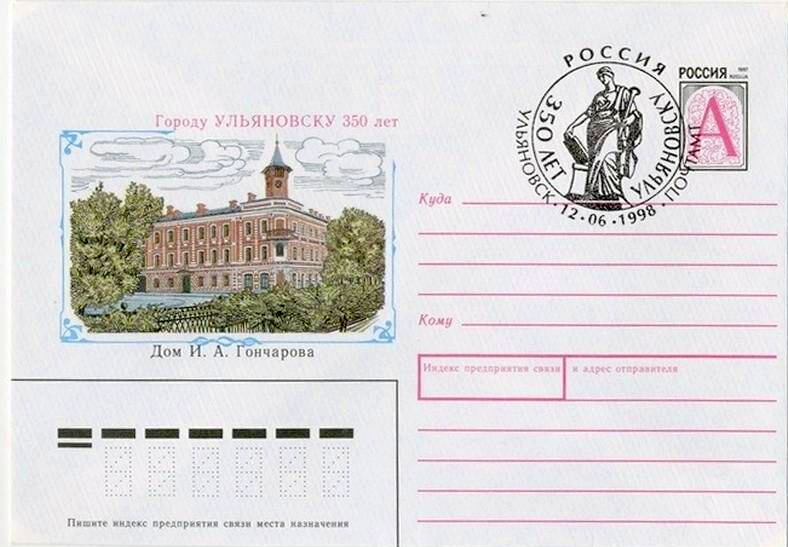
ХМК РФ, 1998 г. «Городу Ульяновску 350 лет. Дом И. А. Гончарова» со СГ.
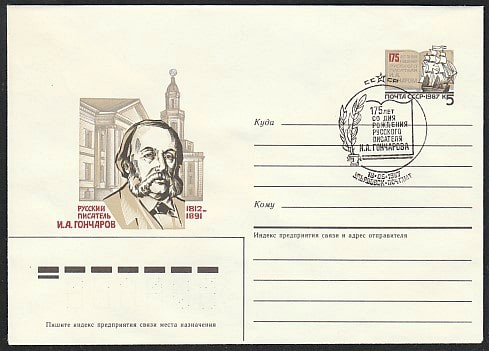
ХМК с ОМ СССР, 1987. 175 лет Гончарову.
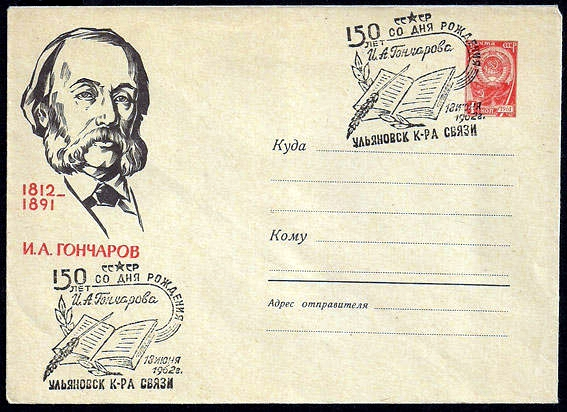
ХМК. И. А. Гончаров. Спецгашение- «150 лет со дня рождения И. А. Гончарову. Ульяновск» (1962).
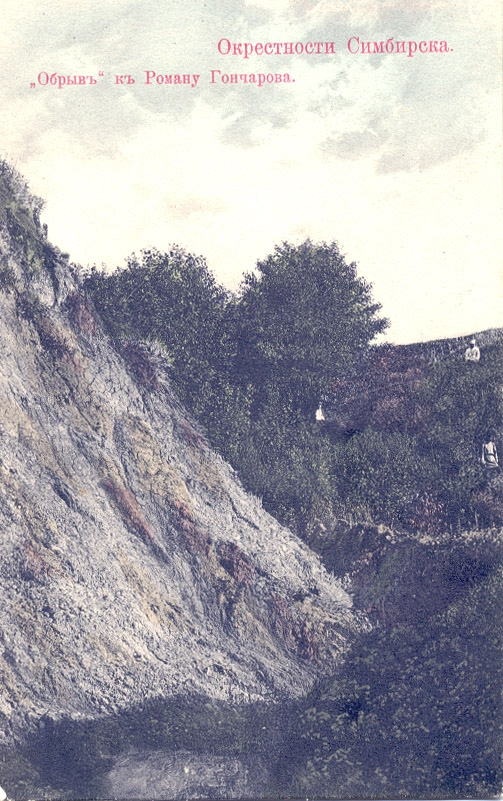
Окрестности Симбирска. "Обрыв" Гончарова (открытка, 1917).
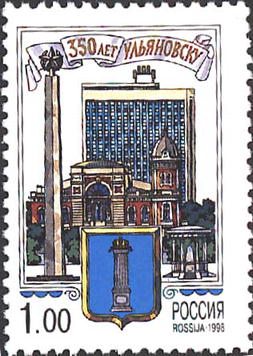
Почтовая марка России, 1998 г. 350 лет Ульяновску. Дом-памятник Гончарову и Мемориальная беседка Гончарова.

Другое:
- 24 января 2000 года в честь И. А. Гончарова назван астероид 5361 Goncharov, открытый в 1976 году астрономом Л. И. Черных.
- В честь И. А. Гончарова названы гора и мыс на острове Сахалин[31].
- В 2011 году И. А. Гончарову присвоено звание «Почётный гражданин Ульяновской области», с занесением в Золотую книгу Почёта Ульяновской области (посмертно)[32].
- В 2012 году, решением Ульяновской Городской Думы, И. А. Гончарову присвоено звание «Почётный гражданин города Ульяновска», которое является высшей наградой муниципального образования «Город Ульяновск»[33].

Нагрудный знак «Почётный гражданин Ульяновской области».

### Адреса в Санкт-Петербурге
- июнь 1837 — октябрь 1852 года — доходный дом Шамшева, Литейный проспект, 52.
- февраль 1855 года — 1856 год — дом гвардии поручика Кожевникова, Невский проспект, 51.
- 1857 — 15.09.1891 года — дом М. М. Устинова, Моховая улица, 3.

### Первые публикации важнейших произведений
- Обыкновенная история: Роман // Современник. — 1847. — № 3. — С. 5—158. — Примеч.: Продолж.: № 4. С. 241—412. Первое отдельное издание — Обыкновенная история: Роман в 2 ч. — СПб., 1848. — 502 с. — (Б-ка рус. романов, повестей, записок и путешествий).
- Обломов: Роман // Отечественные записки. — 1859. — № 1. — С. 1—142. — Примеч.: Продолж.: № 2. С. 255—384; № 3. С. 1—84; № 4. С. 275—390. Первое отдельное издание — Обломов: Роман в 4 ч: В 2 т. — СПб.: Д. Е. Кожанчиков, 1859.
- Обрыв: Роман // Вестник Европы. — 1869. — № 1. — С. 5—137. — Примеч.: Продолж.: № 2. С. 497—684; № 3. С. 5—153; № 4. С. 523—617; № 5. С. 5—137. Первое отдельное издание — Обрыв: Роман в 5 ч. — СПб., 1870.

### Издания
- Полное собрание сочинений: В 8 т. — СПб.: И. И. Глазунов, 1884.
- Полное собрание сочинений и писем: В 20 т. — СПб.: Наука. (издание продолжается, вышло 11 книг)
- Полное собрание сочинений: С портр. авт., гравир. акад. И. П. Пожалостиным, и факс: В 12 т. — СПб.: А. Ф. Маркс, 1899. — (Прилож. к журн. «Нива» на 1899 г)
- Полное собрание сочинений: Т. 1—4: С портр. авт. и факс. — Пг.: Лит.-изд. отдел Комиссариата нар. просв., 1918.
- Избранные произведения. — М.: Моск. рабочий, 1950. — 2000
- Собрание сочинений: В 8 т. / [Подготовка текста и примеч. А. П. Рыбасова]; [Вступит. статья С. Петрова, с. V—VII]. — М.: Гослитиздат, 1952—1955.
- Собрание сочинений: В 6 т. — М.: Гослитиздат, 1959—1960. — (Б-ка классиков русской литературы).
- Собрание сочинений: В 6 т. — М.: Правда, 1972. — (Библиотека «Огонёк»).
- Собрание сочинений: В 8 т. / под общ. ред. С. И. Машинского. — М.: Худож. лит., 1977—1980.
- Сочинения: В 4 т. — М.: Правда, 1981.
- Собрание сочинений: В 5 т. / Сост., предисл. В. А. Недзвецкого; Худ. А. Н. Алексеев. — М.: Лексика, 1996. — (Классики русской и зарубежной литературы).
- Полное собрание сочинений и писем: В 20 т. / ИРЛИ; ред. колл.: В. А. Туниманов (гл. ред.) и др.. — СПб.: Наука, 1997—…
- Избранные произведения: В 3 т. / И. А. Гончаров; коммент. Л. Гейро. — М.: Мир книги: Литература, 2005. — (Золотая серия: Русская литература).
- Малое собрание сочинений. — Санкт-Петербург: Азбука, 2013. — 733, [2] с. — ISBN 978-5-389-05504-9